# 塞尔吕斯坦
塞尔吕斯坦（法語：Sère-Rustaing，法語發音：[sɛʁ ʁystɛ̃]）是法国上比利牛斯省的一个市镇，属于塔布区。

## 地理
塞尔吕斯坦（43°15'44"N, 0°17'39"E）面积5.29 平方千米，位于法国奧克西塔尼大區上比利牛斯省，该省份为法国西南部内陆省份，北至热尔省，西接大西洋比利牛斯省，南与西班牙接壤，东临上加龙省。
与塞尔吕斯坦接壤的市镇（或旧市镇、城区）包括：曼村、比加尔、拉马克吕斯坦、奥里约、佩里盖尔。

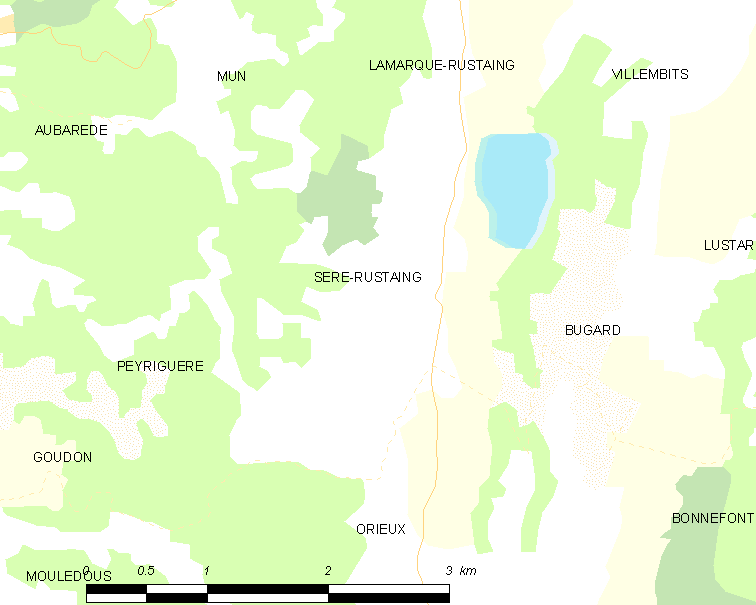
塞尔吕斯坦的OSM定位图

塞尔吕斯坦的时区为UTC+01:00、UTC+02:00（夏令时）。

## 行政
塞尔吕斯坦的邮政编码为65220，INSEE市镇编码为65423。

## 政治
塞尔吕斯坦所属的省级选区为山丘县。

## 人口

1962-2008年间塞尔吕斯坦人口变化图示

塞尔吕斯坦于2022年1月1日时的人口数量为128人。